# 帕諾契章克申 (加利福尼亞州)
帕諾契章克申（英語：Panoche Junction）是位於美國加利福尼亞州弗雷斯諾縣的一個非建制地區。該地的面積和人口皆未知。

## 地理
帕諾契章克申的座標為36°32′46″N 120°29′17″W / 36.54611°N 120.48806°W，而該地的平均海拔高度為157米（即515英尺）。